# Strychnos luzonensis
Strychnos luzonensis är en tvåhjärtbladig växtart som beskrevs av Adolph Daniel Edward Elmer. Strychnos luzonensis ingår i släktet Strychnos och familjen Loganiaceae. Inga underarter finns listade i Catalogue of Life.